# Podmornica tip XXI
Podmornica tip XXI je prva vrsta podmornica napravljena da bude zaronjena većinu vremena plovidbe morem. U nju je krajem Drugog svjetskog rata Treći Reich polagao nade da će u svojstvu čudesnog oružja preokrenuti ratnu sudbinu.

## Nastanak
Veliki uspjesi koje su njemačke podmornice tip VII postigle protiv savezničkog brodovlja do 1943. godine je stvorilo mišljenje da neće biti potrebno novije ili suvremenije za odnijeti prevagu u sukobu. Tek te 1943. godine kada saveznici zahvaljujući novoj opremi za borbu protiv podmornica izvode pokolj na tipu VII donosi se odluka o potrebi za nečim novim. U skladu s tim razmišljanjem admiral Karl Dönitz potpisuje 13. lipnja 1943. godine naredbu o gradnji novih podmornica koje dobivaju ime tip XXI. Dizajn tog novog projekta je bio revolucionaran za svoje doba što će na kraju dovesti do posebnih problema. Tip XXI je na kraju napravljen tako da za razliku od svih tadašnjih podmornica može gotovo sve vrijeme biti pod vodom gdje se ujedno i kreće brže nego na površini. Kako se iz dotadašnjih pomorskih bitaka ukazalo na situacije da se podmornica uspješno prikrade konvoju brodova, a onda i potopi samo jedan ili dva jer ne može dovoljno brzo popuniti rampe za lansiranje torpeda sada je kao mehanizam lansiranja korištena hidroulika tako da tip XXI ponovo pripremi svih svojih 6 lansirnih rampi brže nego li tip VII samo jednu.

## Problemi
Te revolucionarne promjene u novoj podmornici rezultirale su potpuno neočekivanim problemima po pitanju osoblja. Ono se više nije moglo prebaciti sa starije podmornice na ovu nego je trebalo proći cjelovitu dugotrajnu obuku. Osim lansiranja torpedima drugi problem je činio električni motor koji se prvi put ugradio na podmornice zahvaljujući čemu podmornica dostiže podvodnu brzinu od 17 čvorova što izbacuje iz upotrebe savezničke sonare koji se ne mogu upotrijebljavati ako brod koji ga nosi ide brže od 13 čvorova. Osim tih promjena tu je bio i novi tip sonara koji je u svojoj inačici iz listopada 1944. godine mogao računati putanje brodova za potrebe lansiranja torpeda. Zbog prije svega te nove nužne obuke u moru do kraja rata će se izgraditi njih 118, ali će samo jedna napustiti matičnu luku prije kraja Drugog svjetskog rata. U završnim danima rata Hitler je bio zamislio da se ti izgrađeni, ali stvarno nepripremljeni primjerci upotrebe za obranu Norveške gdje ih je veći dio bio poslan. Dönitzova odluka o kapitulaciji onemogućila je upotrebu podmornica.

## Nakon 1945.
Slično kao i kod većine drugih čudesnih oružja Trećeg Reicha saveznici će se potruditi da ih zarobe što više kako bi ih potom testirali i potom pravili svoje kopije. Osim što će tijekom sljedećih desetak godina sve nove podmornice velikih sila biti građene na osnovi tipa XXI nekoliko će ih i služiti u tim mornaricama. Njemačke podmornice tip XXI U 2513 i U 3008 će biti upotrebljavane u Američkoj mornarici, U 3017 u Britanskoj U 2518 u Francuskoj, U 2540 u Njemačkoj, a U 2529, U 3035, U 3041 i U 3515 u Sovjetskom savezu.

## Tehnički podatci
- Istisnina: 2100 t pod punim opterećenjem
- Dužina: 76,7 m
- Visina: 11,3 m
- Brzina na površini : 15,6 čvorova (29 km/h)
- Brzina pod vodom : 17,2 čvorova (32 km/h)
- Domet na površini : 25.000 km
- Domet zaronjena : 550 km
- Posada: 57